# آرنولد پیک
آرنولد پیک (چکی: Arnold Pick؛ ۲۰ ژوئیهٔ ۱۸۵۱ – ۴ آوریل ۱۹۲۴) پزشک، روان‌پزشک، استاد دانشگاه و متخصص اعصاب چکی-آلمانی بود.
او به‌دلیل توصیف بالینی اولیه زوال عقل پیشانی گیجگاهی بین سال‌های ۱۸۹۲ تا ۱۹۰۶ شناخته می‌شود. اختلالی که او توصیف کرد، در سال ۱۹۲۲ با نام «بیماری پیک» شناخته شد. امروزه این اصطلاح برای نوع رفتاری زوال عقل پیشانی گیجگاهی به‌کار می‌رود که در آن، اجسام پیک و سلول‌های پیک — که نخستین بار توسط آلویس آلزایمر در سال ۱۹۱۱ توصیف شدند — مشاهده می‌شود. پیک نخستین کسی بود که اصطلاح «اختلال حافظه تکرارپنداری» (reduplicative paramnesia) را نام‌گذاری کرد. او همچنین دومین نفری بود که از اصطلاح «زوال عقل پیش‌رس» یا همان «جنون زودرس» (dementia praecox) در سال ۱۸۹۱ استفاده کرد. پیک در برلین نزد کارل فریدریش اتو وستفال آموزش دید و بعدها در آسایشگاه بدنام «ونن» مشغول به کار شد. او ریاست مکتب عصب‌شناسی پراگ را بر عهده داشت و یکی از اعضای این مکتب اسکار فیشر بود. این مکتب، یکی از دو مکتب بزرگ عصب‌شناسی اروپا در آن زمان بود (دیگری در مونیخ قرار داشت که آلویس آلزایمر در آن کار می‌کرد) که از طریق کشفیات تجربی به شکل‌گیری درک ما از بیماری آلزایمر کمک کردند.